# Sztumski
Sztumski là một huyện thuộc tỉnh Pomorskie của Ba Lan. Huyện có diện tích 731 km². Đến ngày 1 tháng 1 năm 2011, dân số của huyện là 41568 người và mật độ 57 người/km².